# Otto von Westarp
Otto Graf von Westarp (* 19. September 1825 in Potsdam; † 28. Februar 1879 in Gumbinnen) war ein deutscher Verwaltungsjurist im Königreich Preußen.

## Herkunft
Er entstammte dem Adelsgeschlecht Westarp, einer Linie der Askanier. Es geht auf die morganatische Ehe des Prinzen Friedrich Franz Christoph von Anhalt-Bernburg-Schaumburg-Hoym (1769–1807), Sohn des preußischen Generals Franz Adolf, mit der bürgerlichen Karoline Westarp (1773–1818) zurück. Otto von Westarp war ein Enkel des Prinzen.
Otto von Westarp war der Sohn des Grafen Adolf von Westarp (1796–1850), preußischer Oberstleutnant und Regimentskommandeur, und dessen Ehefrau Paulina, geborene Freiin von Müffling (1803–1886), Tochter des preußischen Generalfeldmarschalls und Militärschriftstellers Karl von Müffling genannt Weiß (1875–1851). Otto von Westarps Schwester Marie Karoline (1823–1866) heiratete 1843 den preußischen Generalmajor Gustav von Selasinsky (1807–1894), eine weitere Schwester Emma (1830–1921) ehelichte den Regierungs- und Landrat Karl von Oven (1824–1907).
Der Bruder Viktor von Westarp (1826–1868) heiratete wiederum Karl von Ovens Schwester Eleonore (1830–1910). Deren Kinder, der preußische Generalleutnant Adolf von Westarp (1854–1925) sowie der Politiker Kuno von Westarp (1864–1945), sind folglich Otto von Westarps Neffen, ein Großneffe ist der Schriftsteller Eberhard-Joachim von Westarp (1884–1945). Zu Otto von Westarps Enkeln zählen der Marineoffizier und Industrielle Theodor von Westarp (1890–1959) und der Politiker Wolf von Westarp (1910–1982).
Der Schriftsteller Adolf von Westarp (1851–1915) ist der Sohn und das Mordopfer Haila von Westarp (1886–1919) die Enkelin von Otto von Westarps Cousin ersten Grades, dem Landrat Adolf von Westarp (1822–1861).

## Leben
Westarp studierte Rechtswissenschaft an der Ruprecht-Karls-Universität Heidelberg und wurde 1845 im Corps Saxo-Borussia Heidelberg aktiv. Nach den Examen war ab 1853 Gerichtsassessor in Soldin und Cottbus. 1853 heiratete er Berta Hassel (* 1831). Westarp kam 1859 an das Kreisgericht in Königsberg und 1863 in Cottbus. Er wechselte von der Rechtspflege in die innere Verwaltung und wirkte von 1863 bis 1868 als Landrat im Kreis Dramburg, Provinz Pommern. Seit 1868 Landdrost der Landdrostei Hildesheim, wurde er 1875 zum Regierungspräsidenten im Regierungsbezirk Gumbinnen ernannt. 1878 schied er aus dem Dienst aus.
Als Abgeordneter der Konservativen Partei gehörte er dem Preußischen Abgeordnetenhaus an.